# しなのエンタープライズ
しなのエンタープライズ株式会社は、長野県長野市に本社を置いていた東日本旅客鉄道（JR東日本）の完全子会社（連結子会社）。
JR東日本長野支社管内で、駅業務の受託のほか、販売業、飲食業などを行っていたが、2011年（平成23年）に株式会社ステーションビルMIDORIに吸収合併された。

## 当時の事業内容

### 駅業務
合併後は、JR東日本グループの長鉄開発株式会社に事業を引き継いだ。
- 長野支社管内の駅業務受託
  - 信越本線 - 今井駅、北長野駅(当時)、三才駅(当時)、牟礼駅(当時)
  - 篠ノ井線 - 広丘駅、平田駅、南松本駅、聖高原駅
  - 大糸線 - 北松本駅、一日市場駅、南豊科駅、信濃松川駅
  - 小海線 - 臼田駅、岩村田駅、小諸駅みどりの窓口

### スーパーマーケットの運営

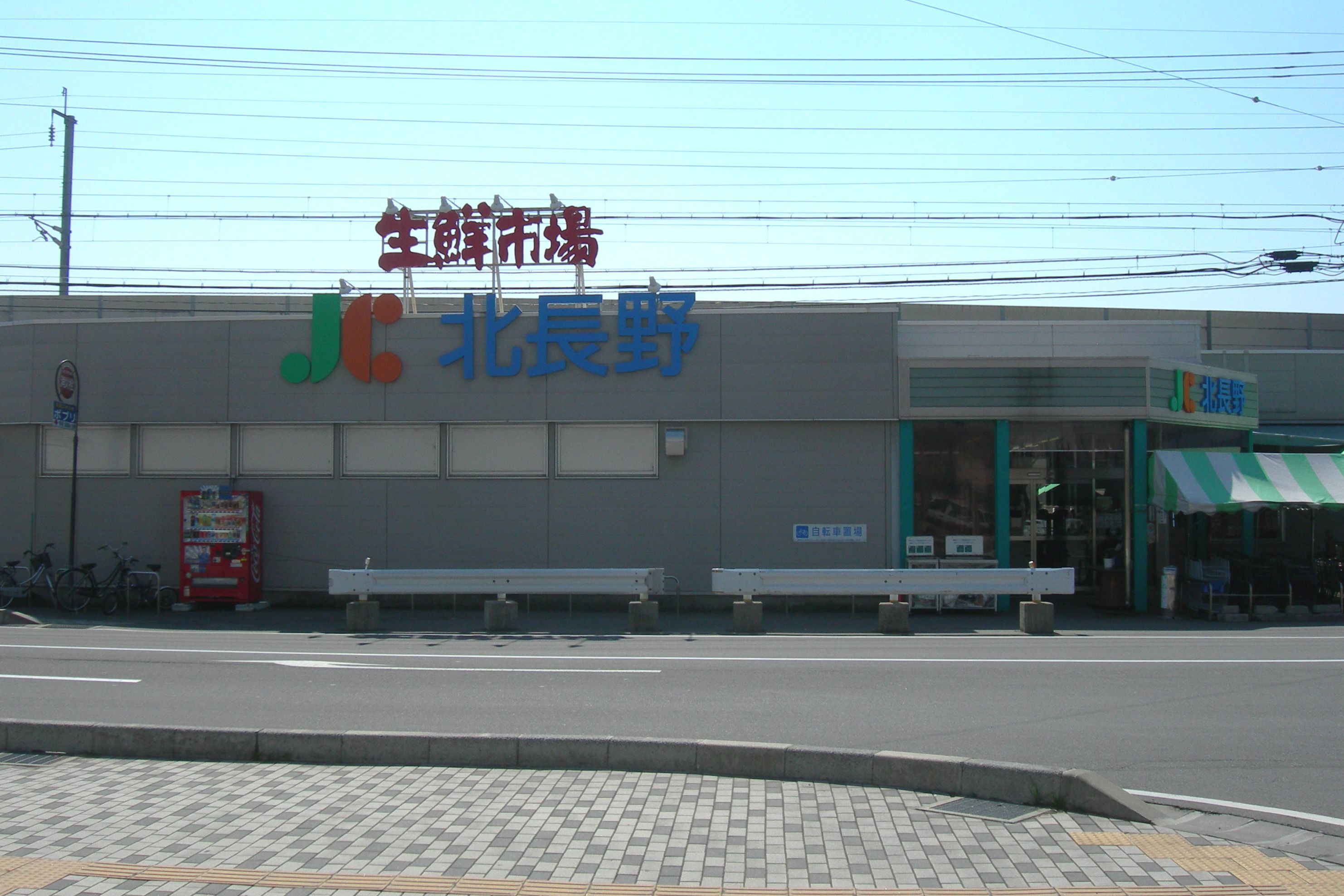
生鮮市場JC北長野(2015年2月に閉店)

スーパーマーケット「生鮮市場JC」の運営を行っていた。合併後は、株式会社ステーションビルMIDORIに事業を引き継いだ。
- 店舗
  - 生鮮市場JC長野中央店

国鉄共済組合物資部が行っていた物販店舗事業を前身とし、ジェイアール東日本コンビニエンス（JR東日本リテールネット前身企業の一つ）がJR東日本管内で展開していたコンビニである「JC」のエリアフランチャイズに転換後、しなのエンタープライズが独自に「JCのスーパーマーケット業態」として始めたもの。
コンビニ業態としての長野地区のJCは撤退し、JC自体もNEWDAYSに統合され消滅したが、生鮮市場JCの名称は引き続き使用されているため、結果的にJR東日本グループ内で唯一JCが存続している形となっている。（NEWDAYSの項目も参照）

### 売店･喫茶店の経営
JR東日本長野支社管内の一部の駅で、売店や喫茶店･駅ビルの運営を行っていた。合併後は、株式会社ステーションビルMIDORIに事業を引き継いだ。